# 宗岡芳樹
宗岡 芳樹（むねおか よしき、1980年3月28日 - ）は、TBSグロウディアのラジオディレクター。元ニッポン放送勤務。

## 来歴・人物
大阪府茨木市出身。慶應義塾大学環境情報学部卒業後、2002年にニッポン放送入社。営業に配属され、2007年から制作部に移動。最初に担当したのは『垣花正 あなたとハッピー!』のAD。飯田浩司の外中継を担当していた。2008年3月6日から2008年3月31日まで、『テリー伊藤のってけラジオ』の火曜日と木曜日を担当。2009年、『上柳昌彦 土曜日のうなぎ』で、「第46回ギャラクシー賞」ラジオ部門優秀賞を獲得。同年1月15日より『ナインティナインのオールナイトニッポン』を担当。2010年や2011年、2年連続で『ラジオ・チャリティー・ミュージックソン』のチーフディレクターを務め、『ミュージックソン』の裏側ドキュメンタリー『ミュージックソン THE MOVIE〜オードリーの爆笑24時間宣言〜』（Thanks Lab.）で映画監督デビューを果たした。
2012年7月26日より『ナイナイANN』のみだが、プロデューサーに昇格。2013年11月にエル・ファクトリーに出向し、夜枠のチーフディレクター。2016年3月「オールナイトニッポン」のチーフディレクターを外れ、『土屋礼央 レオなるど』の担当になる。同年12月1日放送の『ナインティナイン岡村隆史のオールナイトニッポン』において退社を発表。2017年4月29日に自身のTwitterで、TBSラジオディレクターとして復帰を発表。

## 制作番組

### 現在

#### TBSラジオ
- ハライチのターン!
- こねくと（木曜）
- 土曜朝6時 木梨の会。
- ハライチ岩井 ダイナミックなターン!
- 24時のハコ
- アルコ&ピース D.C.GARAGE

#### その他のラジオ局
- おとなりさん（火曜） - （文化放送）
- OBPゆーこと小石田純一のグララジ - （ラジオ大阪）

### 過去

#### ニッポン放送
垣花正あなたとハッピー!初代中継ディレクター 
- ナインティナインのオールナイトニッポン→ナインティナイン岡村隆史のオールナイトニッポン
- オードリーのオールナイトニッポン
- オールナイトニッポン MUSIC10
- 清水富美加 みなぎるPM
- 土屋礼央 レオなるど
- バカリズムのオールナイトニッポンGOLD
- 角田龍平のオールナイトニッポンR
- 上柳昌彦 土曜日のうなぎ
- ザ・ミュージックマンのオールナイトニッポンGOLD（2010年3月23日）
- これさえ聴けばつぶやける はじめてのTwitter（2010年4月4日）
- テリーとたい平のってけラジオ
- miwaのオールナイトニッポン
- ゴッドアフタヌーン アッコのいいかげんに1000回
- ゆずのオールナイトニッポンGOLD
- ラブレターズのオールナイトニッポン0(ZERO)
- 千原ジュニアのRPM GO!GO!
- 高田文夫のラジオビバリー昼ズ
- AKB48のオールナイトニッポン
- 朝井リョウ&加藤千恵のオールナイトニッポン0(ZERO)
- アルコ&ピースのオールナイトニッポン

#### TBS
- たまむすび(木曜)

## 関連人物
- 石田誠
- 角銅秀人
- 鈴木賢一
- 松岡敦司
- 石井玄